# Star Screen Award/Beste Kamera
Der Star Screen Award Best Cinematography ist eine Kategorie des indischen Filmpreises Star Screen Award.
Der Star Screen Award Best Cinematography wird von einer angesehenen Jury der Bollywoodfilmindustrie gewählt. Die Gewinner werden jedes Jahr im Januar bekanntgegeben.
Binod Pradhan ist fünfmaliger Gewinner gefolgt von Anil Mehta mit drei Trophäen.
Liste der Gewinner:
| Jahr | Film                      | Kameramann             |
| ---- | ------------------------- | ---------------------- |
| 1995 | 1942: A Love Story        | Binod Pradhan          |
| 1996 | Trimurti                  | Ashok Mehta            |
| 1997 | Khamoshi: The Musical     | Anil Mehta             |
| 1998 | Pardes                    | Kabir Lal              |
| 1999 | Kareeb                    | Binod Pradhan          |
| 2000 | Hum Dil De Chuke Sanam    | Anil Mehta             |
| 2001 | Mission Kashmir           | Binod Pradhan          |
| 2002 | Lagaan                    | Anil Mehta             |
| 2003 | Devdas                    | Binod Pradhan          |
| 2004 | Pinjar                    | Santosh Thundiiayil    |
| 2005 | Meenaxi: Tale Of 3 Cities | Santosh Sivan          |
| 2006 | Black                     | Ravi K. Chandran       |
| 2007 | Rang De Basanti           | Binod Pradhan          |
| 2008 | Eklavya – The Royal Guard | N. Nataraj Subramanium |